# Jobre
Jobre o Santa María de Xobre (llamada oficialmente Santa María do Xobre) es una parroquia y un lugar español del municipio de Puebla del Caramiñal, en la provincia de La Coruña, Galicia.

## Entidades de población
Entidades de población que forman parte de la parroquia:
- Areos (Os Areos)
- Arzobispo (O Arcebispo)
- Bandaseca
- Cabío
- Caíños
- Campiño (O Campiño)
- Casanova (A Casanova)
- Castro (O Castro)
- Cercias
- Costa (A Costa)
- Devesa (A Devesa)
- Garita (A Garita)
- Laxe (A Laxe)
- Lombiña (A Lombiña)
- Mirandela (A Mirandela)
- Outeiro (O Outeiro)
- Pedriñas (As Pedriñas)
- Puente (A Ponte)
- Rosende
- Silva (A Silva)
- Vilariño de Abaixo
- Vilariño de Arriba
- Jobre (O Xobre)
- Junqueras (As Xunqueiras)

## Demografía

### Parroquia
| Gráfica de evolución demográfica de Jobre (parroquia) entre 2000 y 2019 |
|                                                                         |
| Datos según el nomenclátor publicado por el INE.                        |

### Lugar
| Gráfica de evolución demográfica de Xobre (lugar) entre 2000 y 2019 |
|                                                                     |
| Datos según el nomenclátor publicado por el INE.                    |